# خواننده جاز (فیلم ۱۹۵۹)
«خواننده جاز» (انگلیسی: The Jazz Singer (1959 film)) یک فیلم به کارگردانی رالف نلسون است که در سال ۱۹۵۹ منتشر شد. از بازیگران آن می‌توان به جری لوئیس، مالی پیکون، و آلن رید اشاره کرد.